# Firmin A. Rozier
Pour les articles homonymes, voir Rozier.
Firmin Andrew Rozier est un général, banquier et homme politique américain, né à Sainte-Geneviève le 31 juillet 1820 et mort en 1897.

## Biographie
Fils de Ferdinand Rozier (1777-1864), un nantais ayant émigré aux États-Unis, et frère de Joseph Adolphus Rozier, Firmin A. Rozier fait ses études au St. Mary's College à Perryville et à Bardstown (Kentucky), puis se lance dans la affaires, devenant président de banque.
Il lève une compagnie de troupes pour la guerre américano-mexicaine et est plus tard nommé major-général de la milice du sud-est du Missouri. 
Il devient maire de Sainte-Geneviève en 1851. En 1856, il est élu à la Chambre des représentants du Missouri. En 1872, il est élu au Sénat du Missouri. 
Il est président de la Ste. Genevieve Saving Association.
Il épouse Marie Marguerite Vallé, arrière petite-fille de François Vallé.
Son frère Charles Constant Rozier est également maire de Sainte-Geneviève et son frère Joseph Adolphus Rozier maire de La Nouvelle-Orléans.
Le général Rozier meurt le 11 février 1897 à Saint-Louis.

## Sources
- Delphine Boissarie, Les négociants européens et le monde: Histoire d’une mise en connexion, Presses universitaires de Rennes, 2018
- Tangi Villerbu, "Réseaux marchands et chaînes migratoires entre Nantes et la vallée du Mississippi, fin XVIIIe - début XIXe siècle", dans Virginie Chaillou-Atrous, Jean-François Klein et Antoine Resche (dir.), Les Négociants européens et le monde. Histoire d’une mise en connexion, Rennes, Presses universitaires de Rennes, 2016.
- Bonnie Stepenoff, From French Community to Missouri Town: Ste. Genevieve in the Nineteenth Century, University of Missouri Press, 2006
- Mary Rozier Sharp, Louis James Sharp, Between the Gabouri: A History of Ferdinand Rozier and "nearly" All His Descendants, 1981